# Peix gat de cua roja

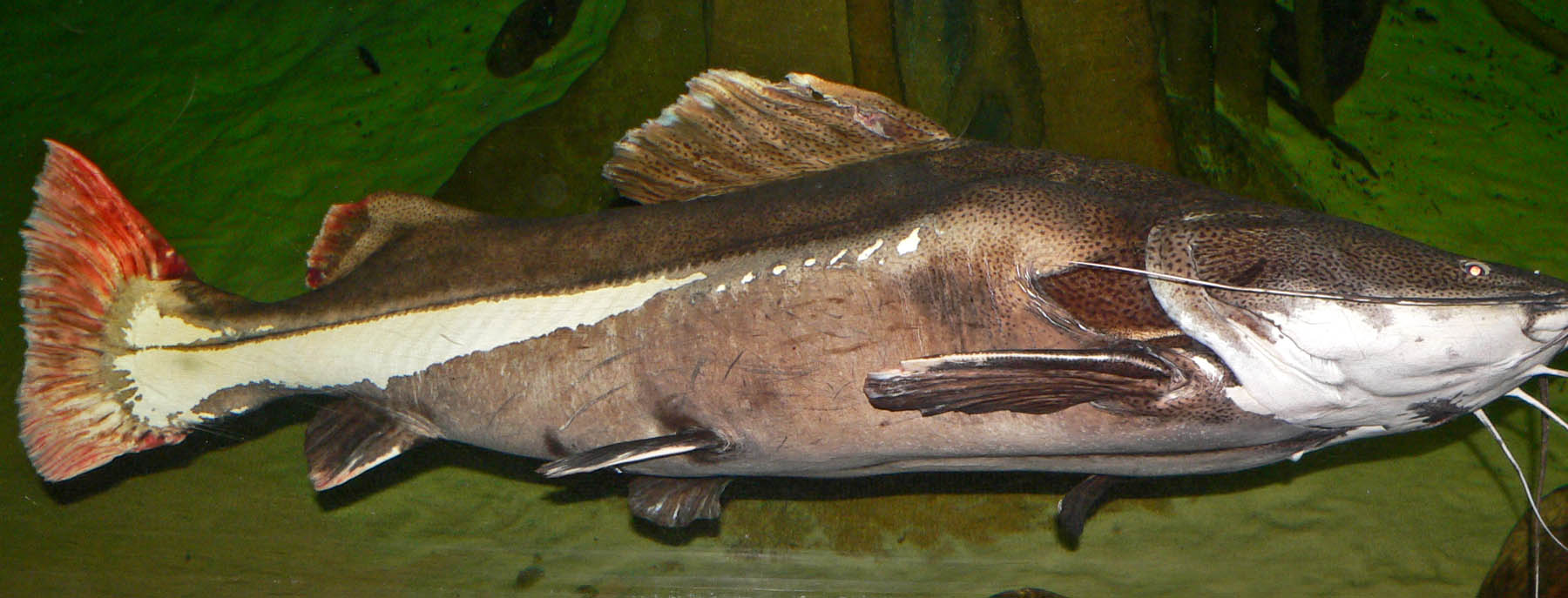
Vista de perfil

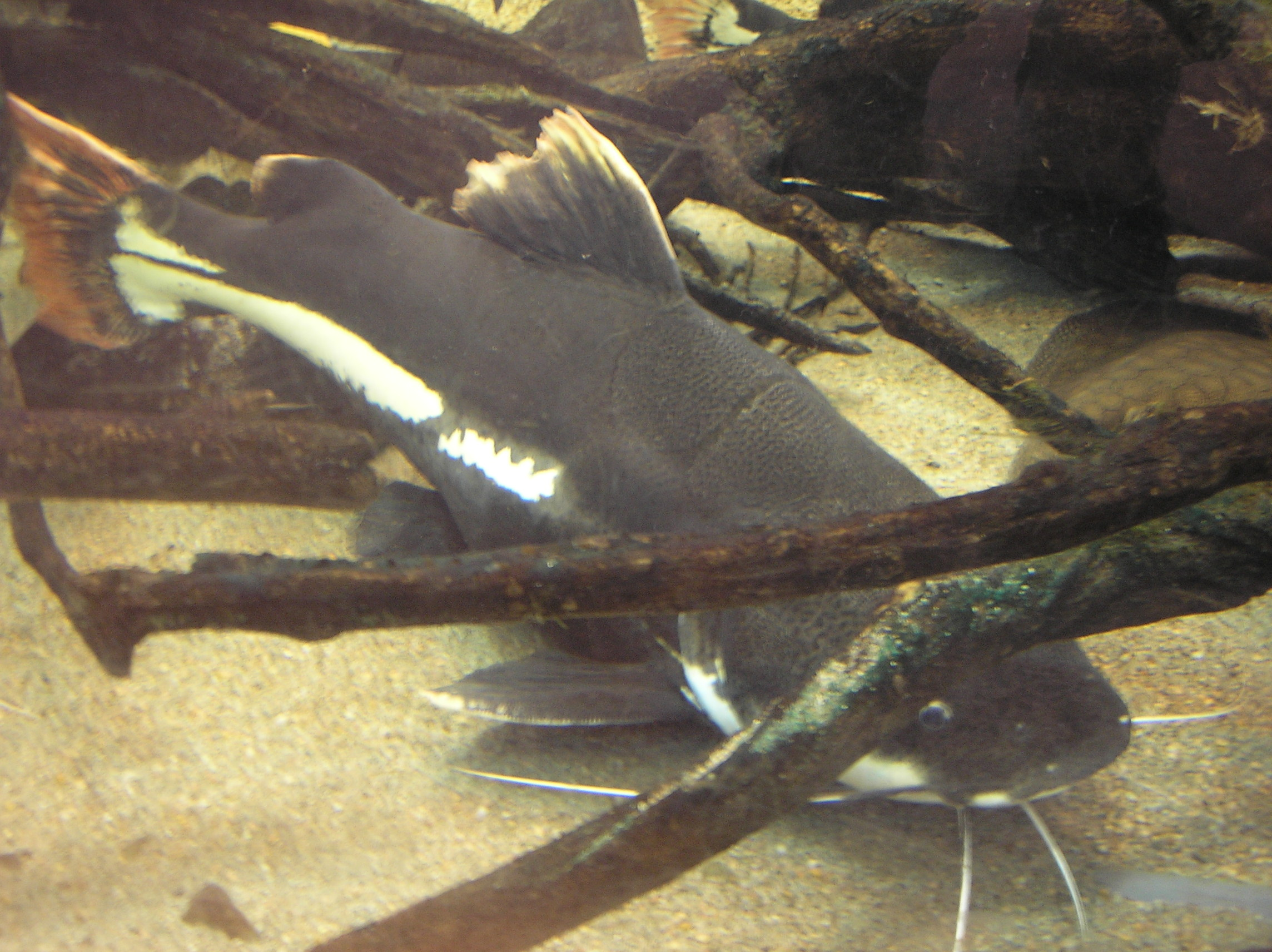
Vista superior

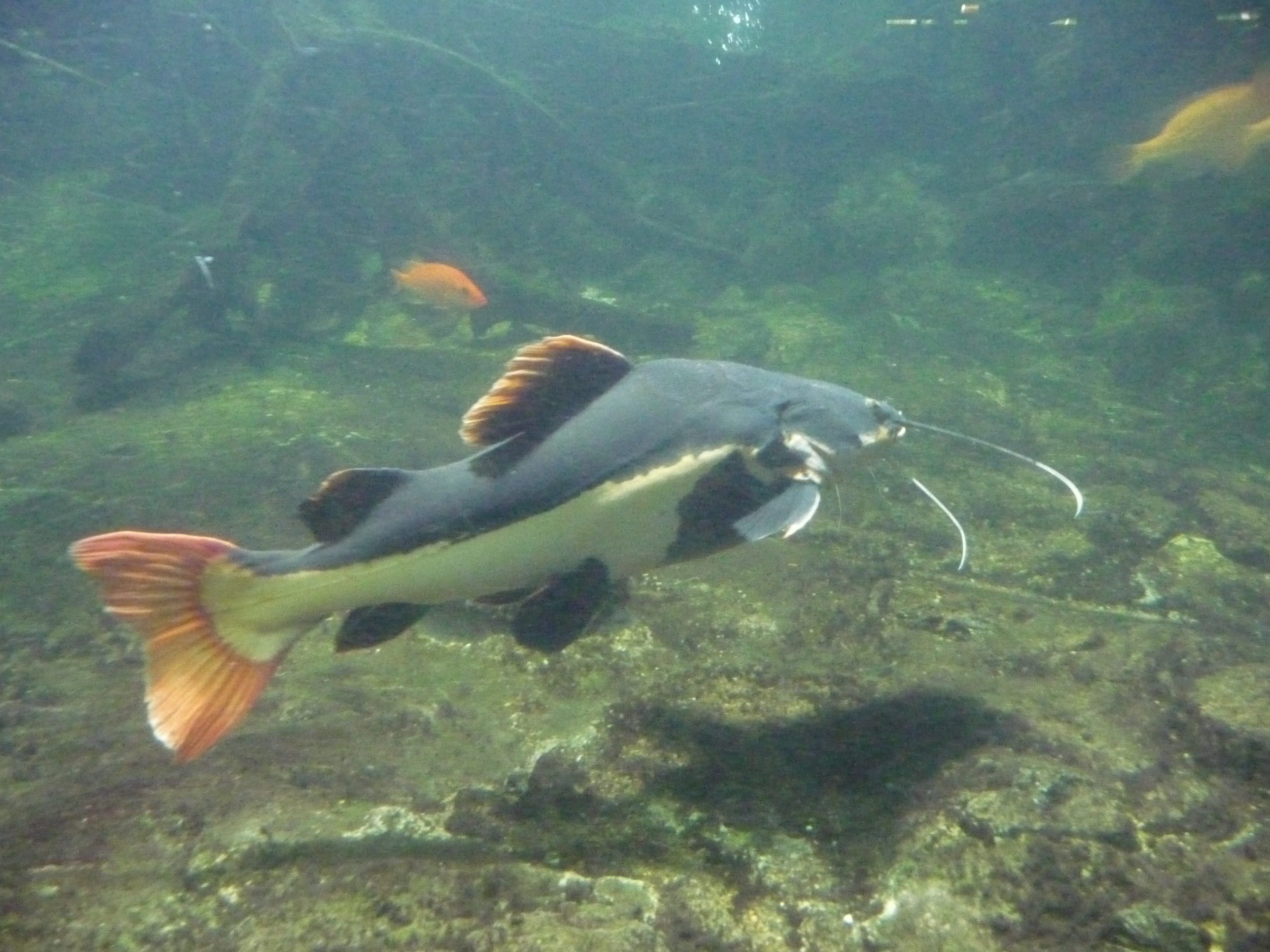

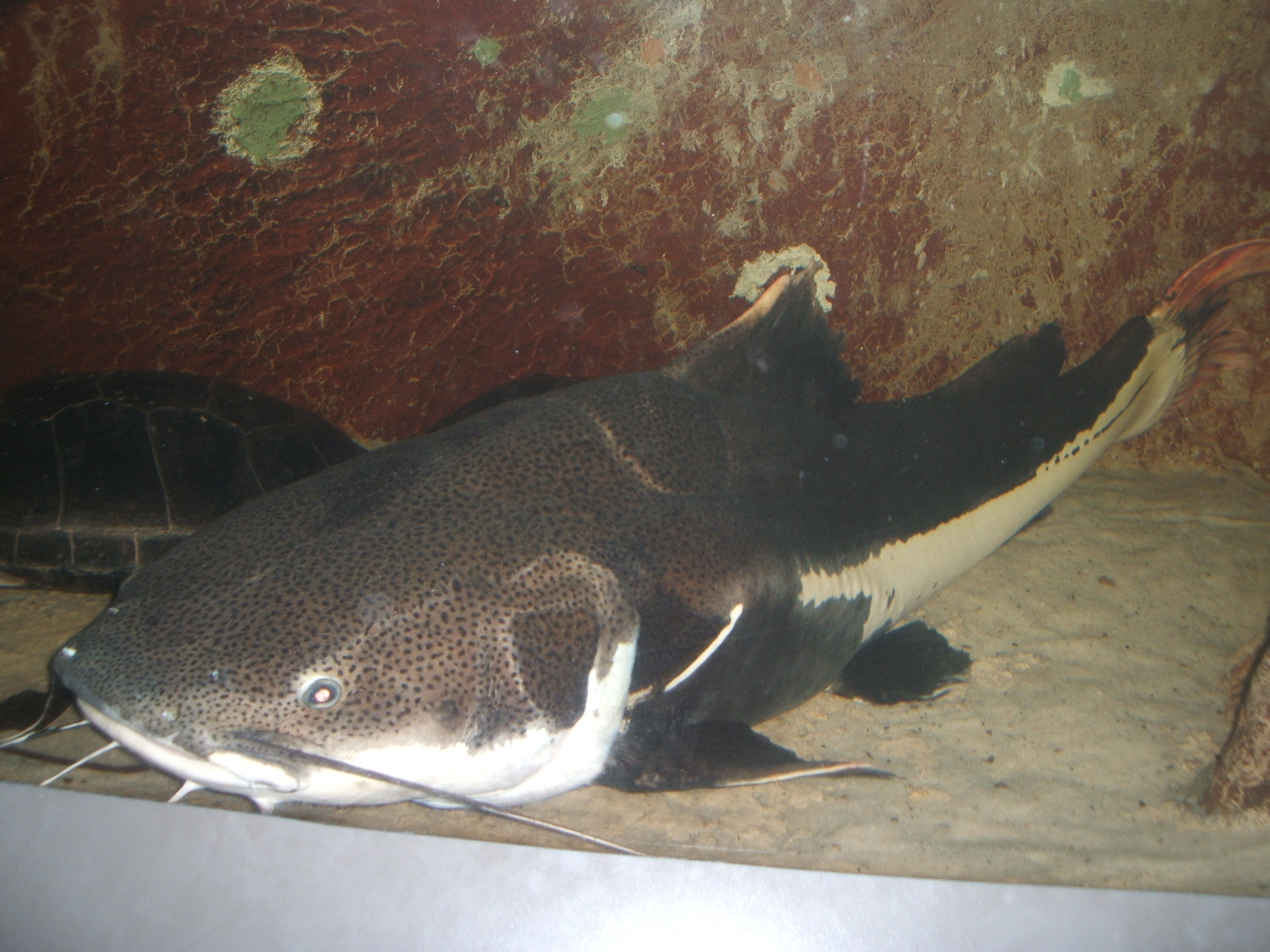
Exemplar de l'Aquàrium de Boston

El peix gat de cua roja (Phractocephalus hemioliopterus) és una espècie de peix de la família dels pimelòdids i de l'ordre dels siluriformes.

## Morfologia
- Els mascles poden assolir 134 cm de longitud total i 44,2 kg de pes.[2][3]

## Alimentació
Menja peixos, crancs i fruits.

## Hàbitat
És un peix d'aigua dolça i de clima tropical (20 °C-26 °C).

## Distribució geogràfica
Es troba a Sud-amèrica: conques dels rius Orinoco i Amazones. Ha estat introduït a Florida (Estats Units).